# Deuteronomos quercinaria
Deuteronomos quercinaria là một loài bướm đêm trong họ Geometridae.